# 细柄茅
细柄茅（学名：Ptilagrostis mongholica）为禾本科细柄茅属下的一个种。